# Canthon politus
Canthon politus là một loài bọ cánh cứng trong họ Bọ hung (Scarabaeidae).